# Dragnić
Dragnić (cyr. Драгнић) – wieś w Bośni i Hercegowinie, w Republice Serbskiej, w gminie Šipovo. W 2013 roku liczyła 112 mieszkańców.